# Sternocoelis hispanus
Sternocoelis hispanus är en skalbaggsart som först beskrevs av Wilhelm Gottlob Rosenhauer 1856.  Sternocoelis hispanus ingår i släktet Sternocoelis och familjen stumpbaggar. Inga underarter finns listade i Catalogue of Life.